# Henri Dutilleux
Henri Dutilleux (Angers, Maine-et-Loire, 22 de janeiro de 1916 - Paris, 22 de maio de 2013) foi um compositor francês de música erudita.

## Biografia
De início teve uma formação clássica - piano, teoria da harmonia e contraponto - no Conservatório de Douai, antes de iniciar seus estudos de composição com Henri Busser no Conservatório de Paris.